# سيتاغايا (طوكيو)
سيتاغايا (باليابانية: 世田谷区 سيتاغايا-كو) وتعني «حي سيتاغايا» هو أحد أحياء طوكيو ال 23. يقطن في سيتاغايا ثاني أكبر عدد سكان بعد حي أوتا ضمن أحياء طوكيو الـ 23.

## تاريخ
تم تأسيس حي سيتاغايا في 15 مارس، 1947.

## توأمة
لسيتاغايا (طوكيو) اتفاقيات توأمة مع:
- وينيبيغ

## أعلام
- سويتشي تاناكا
- تسوتومو هاتا
- هيروتاكا ميتا
- أكيهيكو هوشيد
- أكيرا كوروساوا
- سيكي ماتسوناغا
- يوشينوري موتو
- يوسوكي سايتو
- كوكي إيشي
- تاميو كاجياما

## مواقع خارجية
- الموقع الرسمي لسيتاغايا باللغة الإنكليزية نسخة محفوظة 14 فبراير 2021 على موقع واي باك مشين.